# مضاهي مشغل ألعاب فيديو

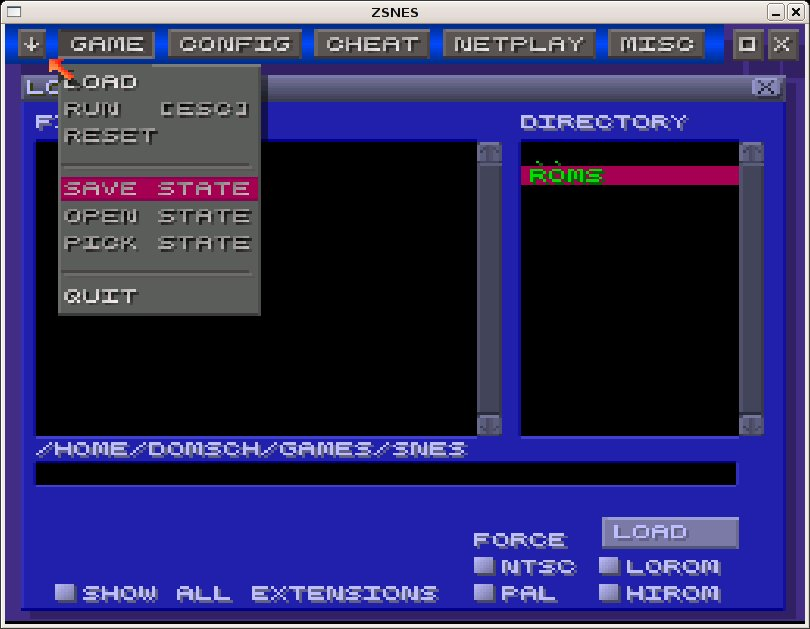
مضاهي ألعاب سوبر نينتندو إنترتينمنت سيستم المسمى ZSNES

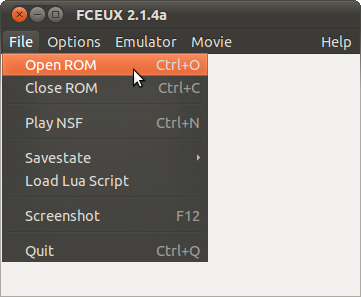
مضاهي ألعاب نينتندو إنترتينمنت سيستم المسمى FCEUX

مضاهي مشغل ألعاب فيديو هو نوع من أنواع المضاهيات التي تسمح لأجهزة الحوسبة بمضاهاة منصة ألعاب فيديو ولعب ألعابه على المنصة المضاهاة. في أكثر الأحيان، لدى المضاهي مميزات إضافية تتخطى قيود المنصة الأصلية مثل توافق تحكم أوسع والتحكم بالنطاق الزمني وأداء أفضل وجودة أوضح وولوج أسهل لتعديلات الذاكرة (مثل غيم شارك) ورموز الغش ذات النقرة الواحدة وفتح مميزات اللعب. المضاهيات هي أداة مفيدة أيضًا في عملية تطوير عروض البيرة وإنشاء ألعاب جديدة لمنصات نادرة أو قديمة أو متوقفة.

## تاريخ
بحلول منتصف تسيعنيات القرن العشرين، كانت الحواسيب الشخصية قد تقدمت كفاية حيث كانت ملائمة تقنيًا لتقليد تصرف بعض المنصات الأقدم عن طريق البرمجة كليًا، وقد بدأت المضاهيات غير المصرح بها وغير التجارية بالظهور. هذه البرامج لم تكن كاملة غالبًا، وإنما تحاكي جزئيًا نظامًا معطى، مما أدى إلى ظهور عيوب. مُصنِّعون قليلون نشروا المواصفات الفنية لأجهزتهم، مما ترك المبرمجين لاستنتاج طرق العمل لمنصة عبر الهندسة العكسية. أنظمة نينتندو كانت الأكثر ميلاً للدراسة، على سبيل المثال مضاهيات متقدمة مبكرة أنتجت طريقة عمل نينتندو إنترتينمنت سيستم و‌سوبر نينتندو إنترتينمنت سيستم و‌غيم بوي. برامج مثل برنامج مارات فيزولين آي إن إي إس، وفيرتشوال غيم بوي، وباسوفامي، سوبر باسوفامي، وفي إس إم سي كانوا الأكثر انتشارًا في تلك الفترة. الفضول كان ليوجي ناكا ومضاهيه الذي لم يصدر للنينتندو إنترتينمنت سيستم للميغا درايف، مما وسم أول مضاهي برمجي يعمل على منصة.
هذا الارتفاع في شعبية فتح الباب لألعاب الفيديو خارج الولايات المتحدة، وكشف لاعبي أمريكا الشمالية لسياسات رقابة نينتندو. هذا النمو السريع في تطوير المضاهيات بدوره غذَّى نمو قرصنة الروم ومجتمع ترجمة الجمهور. إصدار المشاريع مثل ترجمة آر بي جي إي للإنجليزية للعبة فاينل فانتازي 5 لفت انتباه مستخدمين أكثر لمشهد المضاهاة.